# ارابه‌چی (گدابیگ)
ارابه‌چی (به لاتین: Arabaçı) یک منطقه مسکونی در جمهوری آذربایجان است که در شهرستان گدابیگ واقع شده است. ارابه‌چی ۱۱۲۴ نفر جمعیت دارد.